# Mormonia snowiana
Mormonia snowiana är en fjärilsart som beskrevs av Augustus Radcliffe Grote 1876. Mormonia snowiana ingår i släktet Mormonia och familjen nattflyn. Inga underarter finns listade i Catalogue of Life.